# Retrofit
Il retrofit o retrofitting (in lingua italiana può essere tradotto con "aggiornamento", "ammodernamento") consiste nell'aggiungere nuove tecnologie o funzionalità ad un sistema vecchio, prolungandone così la vita utile o rendendolo adeguato a nuove normative vigenti.

## Tipologie diretrofit

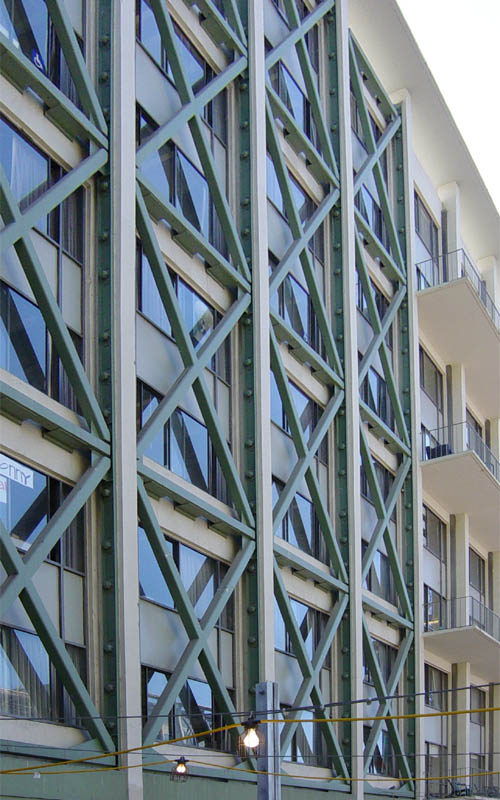
Edificio californiano riadattato per resistere meglio ai terremoti

### Retrofitmeccanico
Esempi di retrofit in ambito meccanico sono: 
- l'aggiunta di un catalizzatore[3] o di un filtro antiparticolato ad un motore endotermico;
- la riqualificazione elettrica di un vecchio veicolo, ovvero la conversione di un veicolo con motore a combustione interna ad un veicolo con propulsione elettrica;[4][5]
- l'aggiunta di alzacristalli elettrici;
- apertura remota delle portiere.

### Retrofitedilizio
In ambito edilizio sono esempi di retrofit il miglioramento dell'efficienza energetica di un vecchio edificio tramite il suo isolamento termico, il rinforzo antisismico di un edificio non a norma, la conversione di un impianto di illuminazione alogeno o a filamento ad impianto di illuminazione a LED.

### Retrofitimpiantistico
In ambito impiantistico si utilizza il termine retrofit ad esempio nel caso di sostituzione di fluido refrigerante non rispondente alle attuali norme ambientali con fluido refrigerante di nuova generazione; nello specifico, apparecchiature non necessariamente obsolete possono essere rese funzionanti mediante il recupero del vecchio fluido refrigerante e l'inserimento del fluido refrigerante di nuova generazione.